# Cyclope Records
La Cyclope Records è stata una casa discografica italiana con sede a Catania.

## Storia
Etichetta discografica indipendente, è stata costituita a Catania nel 1990 su iniziativa di Francesco Virlinzi (1959-2000), che si era votato ad un'attività artistica alla quale aveva dimostrato passione sin da giovane. Operò anche come distributore esclusivo per l'Italia delle multinazionali discografiche tedesco-olandese PolyGram e britannica Polydor.
La Cyclope Records produsse fra i più noti artisti di varie nazioni alle loro prime incisioni. Fra questi si ricordano Carmen Consoli, Mario Venuti, Kaballà, Moltheni, Brando, Flor, Gerardina Trovato, Amerigo Verardi, gli Uzeda, i Nuovi Briganti, i Kunsertu e diversi altri.
Tra i progetti di maggior successo di Virlinzi e della Cyclope Records, l'album tributo a Gram Parsons (1993), il tributo ai R.E.M. e quello a Franco Battiato dal titolo Battiato non Battiato (1996). In quest'ultimo sono stati riuniti, in nome della passione per il cantautore catanese, artisti del calibro degli ex-Denovo, Mario Venuti e Luca Madonia, giovani più o meno famosi come la stessa Consoli, band come La Crus e Bluvertigo, interpretarono brani di Battiato.
A seguito della scomparsa di Francesco Virlinzi nel 2000, la casa discografica ha cessato di esistere. Nel 2014, Simona Virlinzi, sorella del fondatore della Cyclope, sul modello di quest'ultima, ha fondato una casa discografica, la Tillie Records.